# Réserve naturelle de Presteseter
La réserve naturelle de Presteseter  est une réserve naturelle norvégienne qui est située dans le municipalité de Holmestrand, dans le comté de Vestfold.

## Description
La réserve naturelle de 6,935 km2 a été créée en 2005 et agrandie en 2017. Elle se situe juste au nord d'Eidsfoss.
Presteseteråsen, au nord-est de la réserve, s'étend à 568 m  au-dessus du niveau de la mer et est l'un des points les plus élevés du comté. Elle est la troisième plus grande zone de conservation de Vestfold, après le parc national de Færder et la zone de conservation des animaux de Mølen. Elle a été protégée afin de préserver une forêt peu affectée avec toute la flore et la faune naturelles. La forêt possède une riche diversité de lichens, avec plusieurs espèces qui dépendent de la continuité et d'une humidité élevée. On y trouve probablement la seule population viable du comté d'espèces rares de lichens.
Le but de la réserve naturelle est de préserver un type spécifique de nature sous la forme d'une plus grande zone de vieille forêt de conifères à Vestfold, avec une forêt d'épicéas de haute qualité, ainsi que des éléments de riche forêt de feuillus et de forêt mixte dans le plaines, riches forêts marécageuses et canyons fluviaux. La zone possède également une riche flore de lichens avec plusieurs espèces qui ont besoin de continuité et d'humidité, ainsi que des espèces menacées et rares. De plus, le but est de protéger une zone qui a une valeur scientifique particulière.